# Essunga kommun
58°11′N 12°43′Ø / 58.183°N 12.717°Ø
Essunga kommune ligger i det svenske län Västra Götalands län, i landskapet Västergötland. Kommunecentret er Nossebro. Essunga er en typisk landbrugs- og industrikommune.

## Byer
Essunga kommune har tre byer.

(indb. pr 31. december 2005.)
| #  | By         | Indbyggere |
| -- | ---------- | ---------- |
| 1. | Nossebro   | 1.774      |
| 2. | Främmestad | 419        |
| 3. | Jonslund   | 314        |